# Смирнов, Михаил Яковлевич
Михаил Яковлевич Смирнов (1917 год, село Долинка — 30 июля 1978 года) — председатель колхоза «Новый путь» Иссык-Кульского района Иссык-Кульской области, Киргизская ССР. Герой Социалистического Труда (1957).

## Биография
Родился в 1917 году в крестьянской семье в селе Долинка (ныне — Кара-Ой Иссык-Кульского района).
С 1934 по 1938 года трудился рядовым колхозником в колхозе «Новый путь» Иссык-Кульского района. Позднее проходил срочную службу в Красной Армии. Участвовал в Великой Отечественной войне. Во время военной службы вступил в 1943 году в ВКП(б). В 1947 году демобилизовался и возвратился в Иссык-Кульский район, где продолжил трудиться колхозником в колхозе «Новый путь» Иссык-Кульского района.
В 1949 году назначен председателем колхоза «Новый путь» Иссык-Кульского района. Вывел колхоз в число передовых сельскохозяйственных предприятий Киргизской ССР. Колхоз под руководством Михаила Смирнова удостоился почётного республиканского звания «Коммунистический трудовой колхоз». Указом Президиума Верховного Совета СССР от 15 февраля 1957 года «за выдающиеся успехи, достигнутые в деле увеличения производства сахарной свеклы, хлопка и продуктов животноводства, широкое применение достижений науки и передового опыта в возделывании хлопчатника, сахарной свеклы и получение высоких и устойчивых урожаев этих культур» удостоен звания Героя Социалистического Труда с вручением Ордена Ленина и золотой медали Серп и Молот.
Руководил колхозом до выхода на пенсию в 1977 году.
Персональный пенсионер союзного значения с 1977 года.
Скончался в июле 1978 года.

## Награды
- Герой Социалистического Труда
- Орден Ленина
- Орден «Знак Почёта» (1951)